# U.S. Men's Clay Court Championships 2025
Lo U.S. Men's Clay Court Championships 2025, ufficialmente Fayez Sarofim & Co. U.S. Men's Clay Court Championships 2025, è stato un torneo di tennis giocato sulla terra marrone. È stata la 113ª edizione del torneo facente parte dell'ATP Tour 250 nell'ambito dell'ATP Tour 2025. Si è giocato al River Oaks Country Club di Houston, negli Stati Uniti, dal 31 marzo al 6 aprile 2025.

## Partecipanti al singolare

### Teste di serie
| Nazionalità | Giocatore               | Ranking* | Testa di serie |
| ----------- | ----------------------- | -------- | -------------- |
| Stati Uniti | Tommy Paul              | 13       | 1              |
| Stati Uniti | Frances Tiafoe          | 17       | 2              |
| Cile        | Alejandro Tabilo        | 31       | 3              |
| Stati Uniti | Brandon Nakashima       | 32       | 4              |
| Stati Uniti | Alex Michelsen          | 33       | 5              |
| Australia   | Jordan Thompson         | 37       | 6              |
| Argentina   | Tomás Martín Etcheverry | 44       | 7              |
| Giappone    | Kei Nishikori           | 64       | 8              |

* Ranking al 17 marzo 2025.

#### Altri partecipanti
I seguenti giocatori hanno ricevuto una wildcard per il tabellone principale:
- Cristian Garín
- Michael Mmoh
- Ethan Quinn

I seguenti giocatori sono entrati nel tabellone principale passando dalle qualificazioni:

- Jenson Brooksby
- Corentin Denolly
- Mitchell Krueger
- Colton Smith

#### Ritiri
Prima del torneo
- Marcos Giron → sostituito da  Daniel Elahi Galán
- Thiago Monteiro → sostituito da  Taro Daniel
- Shang Juncheng → sostituito da  Mackenzie McDonald
- Wu Yibing → sostituito da  Yannick Hanfmann

## Partecipanti al doppio

### Teste di serie
| Nazione     | Giocatore          | Nazione     | Giocatore       | Ranking* | Testa di serie |
| ----------- | ------------------ | ----------- | --------------- | -------- | -------------- |
| Stati Uniti | Robert Galloway    | Stati Uniti | Jackson Withrow | 54       | 1              |
| Stati Uniti | Christian Harrison | Stati Uniti | Evan King       | 65       | 2              |
| Stati Uniti | Austin Krajicek    | Stati Uniti | Rajeev Ram      | 82       | 3              |
| Australia   | Rinky Hijikata     | Australia   | Jordan Thompson | 123      | 4              |

* Ranking al 17 marzo 2025.

### Altri partecipanti
Le seguenti coppie di giocatori hanno ricevuto una wildcard per il tabellone principale:
- Jenson Brooksby /  Learner Tien
- Michael Mmoh /  Frances Tiafoe

### Ritiri
Prima del torneo
- Santiago González /  Jean-Julien Rojer → sostituiti da  Federico Agustín Gómez /  Santiago González

## Punti
| Evento    | V   | F   | SF  | QF | 2T   | 1T | Q    | Q2   | Q1   |
| Singolare | 250 | 165 | 100 | 50 | 25   | 0  | 13   | 7    | 0    |
| Doppio    | 250 | 150 | 90  | 45 | N.D. | 0  | N.D. | N.D. | N.D. |

## Montepremi
| Evento    | V        | F       | SF      | QF      | 2T      | 1T     | Q2     | Q1     |
| Singolare | 103455 $ | 60350 $ | 35480 $ | 20555 $ | 11935 $ | 7295 $ | 3650 $ | 1990 $ |
| Doppio*   | 35980 $  | 19330 $ | 11310 $ | 6270 $  | N.D.    | 3700 $ | N.D.   | N.D.   |

*per team

## Campioni

### Singolare
Jenson Brooksby ha sconfitto in finale  Frances Tiafoe col punteggio di 6–4, 6–2.

### Doppio
Fernando Romboli /  John-Patrick Smith hanno sconfitto in finale  Federico Agustín Gómez /  Santiago González con il punteggio di 6-1, 6-4.